# Computer Controlled Acoustic Instruments pt2
Computer Controlled Acoustic Instruments pt2 è un EP del compositore britannico Aphex Twin pubblicato il 23 gennaio 2015 dalla Warp Records.

## Tracklist
| 1.            | "diskhat ALL prepared1mixed 13"      | 5:22  |
| 2.            | "snar2"                              | 0:20  |
| 3.            | "diskhat1"                           | 2:26  |
| 4.            | "piano un1 arpej"                    | 0:50  |
| 5.            | "DISKPREPT4"                         | 1:53  |
| 6.            | "hat 2b 2012b"                       | 1:25  |
| 7.            | "disk aud1_12"                       | 0:09  |
| 8.            | "0035 1-Audio"                       | 0:27  |
| 9.            | "disk prep calrec2 barn dance [slo]" | 4:22  |
| 10.           | "DISKPREPT1"                         | 3:30  |
| 11.           | "diskhat2"                           | 0:38  |
| 12.           | "piano un10 it happened"             | 1:48  |
| 13.           | "hat5c 0001 rec-4"                   | 4:46  |
| Total length: | Total length:                        | 27:56 |